# Рунічні камені в Еллінзі
Рунічні камені в Еллінзі — занесенні до списку Всесвітньої спадщини валуни з рунічними написами X століття, які знаходяться в данському місті Еллінг.
На малому камені, встановленому близько 955 р., першим данським королем Гормом Старим викарбувано напис:
|  | Горм король зробив пам'ятний камінь на честь Тюри, своєї дружини, Данії повелитель(-ка). Оригінальний текст (дан.) [kurmr kunukr karthi kubl thusi aft thurui kunu sina tanmarkar but] Помилка: [undefined] Помилка: {{Lang}}: немає тексту (допомога): невпізнаний код мови: dk (допомога) |

Це перша письмова згадка назви країни Danmark, знайдена в межах самої Данії. Сама назва була відома як мінімум за 75 років до зведення монумента: в географічному описі Північної Європи, зробленому Уессекським королем Альфредом Великим данська територія називається «dene mearc».
Великий камінь в Еллінзі є свого роду «свідоцтвом про народження» Данії. Камінь висотою 2,43 м, важить близько 10 т, був встановлений королем Гаральдом I Синьозубом не раніше 965 р. з написом, яка говорить:
|  | Гаральд король поставив цей камінь на честь Горма, батька свого, і Тюри, матері своєї. Гаральд, який підкорив всю Данію і Норвегію, хто хрестив данців. Оригінальний текст (дан.) [Haraltr kunukr bath kaurua kubl thausi aft kurm fathur sin auk aft thaurui muthur sina sa haraltr ias sar uan 'tanmaurk ala auk 'nuruiak auk tani karthi kristna] Помилка: [undefined] Помилка: {{Lang}}: немає тексту (допомога): текст вже має курсивний шрифт (допомога) |

Рунічні камені розташовані у дворі Еллінгської церкви між двома великими поховальними курганами. Вони є свідченнями епохи переходу скандинавів від язичництва до християнства. Камені, разом з могильниками і церквою, занесені до списку Всесвітньої спадщини ЮНЕСКО.
За свою довгу історію камені піддавалися впливу погоди, що призвело до появи тріщин. У 2008 році експерти ЮНЕСКО, вивчивши їх стан, запропонували перенести камені до приміщення. Однак Комітет з культурної спадщини Данії вирішив залишити камені на їхньому історичному місці, надійно сховавши під скляними вітринами. На підставі конкурсу, на який було представлено 157 проектів, було вибрано оптимальний дизайн захисних конструкцій. Дата реалізації проекту поки не повідомляється, оскільки останнє слово залишається за радою церкви Еллінг, яка має затвердити дизайн.
|                          |
| Gorm's runestone, side A |

|                                                                  |
| Gorm's runestone, side B: inscription above visible on this side |